# Tokaji Viktor
Tokaji Viktor (Dunaújváros, 1977. január 11. –) magyar jégkorongozó, bal védő.
1993-ban a B csoportos junior Európa-bajnokságon mutatkozott be, a Dunaferr SE saját nevelésű játékosa. A felnőttek között 1994 óta játszik. Dunaújvárosból 2006-ban Svédországba szerződött a Huddinge IK csapatához, ahol egy évet játszott az Allsvenskan bajnokságban. A svédországi kitérő után az Osztrák jégkorongligában szereplő Alba Volán SC együtteséhez igazolt.
1995-től 2016-ig játszott a válogatottban, melynek színeiben 222 alkalommal szerepelt és 7 gólt szerzett. Részese volt a Divízió 1-es világbajnoki győzelemnek Szapporóban. 2016 januárjában bejelentette, hogy válogatottban nem szerepel többet.
Visszavonulása után edzőként tevékenykedett. Magyar korosztályos válogatottaknál volt edző. 2018 és 2020 között Majoross Gergely segítője volt a MAC Budapest felnőtt csapatánál. 2020-tól a MAC U18 trénere lett. 2021 januárjában a DVTK Jegesmedvék vezetőedzőjének nevezték ki. A Diósgyőrt nem tudta a rájátszásba juttatni. 2021 májusában a DVTK-val további három évre szerződést kötött. 2023 márciusában, az Erste Liga kiesést követően a DVTK bejelentette, hogy közös megegyezéssel szerződést bontott Tokajival. Májustól a FEHA19 U21-es csapatának vezetőedzője lett. A következő szezontól a klub Erste Liga csapatát irányította.